# Playford
Playford – wieś w Anglii, w hrabstwie Suffolk, w dystrykcie East Suffolk. Leży 7 km na północny wschód od miasta Ipswich i 114 km na północny wschód od Londynu. Miejscowość liczy 220 mieszkańców.